# Mikulášová
Mikulášová est un village de Slovaquie situé dans la région de Prešov.

## Histoire
Première mention écrite du village en 1414.

## Démographie

### Évolution de la population
| Année:               | 1994. | 2004.    | 2014.    | 2024.   |
| -------------------- | ----- | -------- | -------- | ------- |
| Nombre de personnes: | 170   | 146      | 130      | 124     |
| Différence:          |       | -14,11 % | -10,95 % | -4,61 % |

| Année:               | 2023. | 2024.  |
| -------------------- | ----- | ------ |
| Nombre de personnes: | 125   | 124    |
| Différence:          |       | -0,8 % |